# Tafalisca muta
Tafalisca muta är en insektsart som först beskrevs av Henri Saussure 1878.  Tafalisca muta ingår i släktet Tafalisca och familjen syrsor. Inga underarter finns listade i Catalogue of Life.